# Le Locataire et ma mère
Pour plus de détails, voir Fiche technique et Distribution.

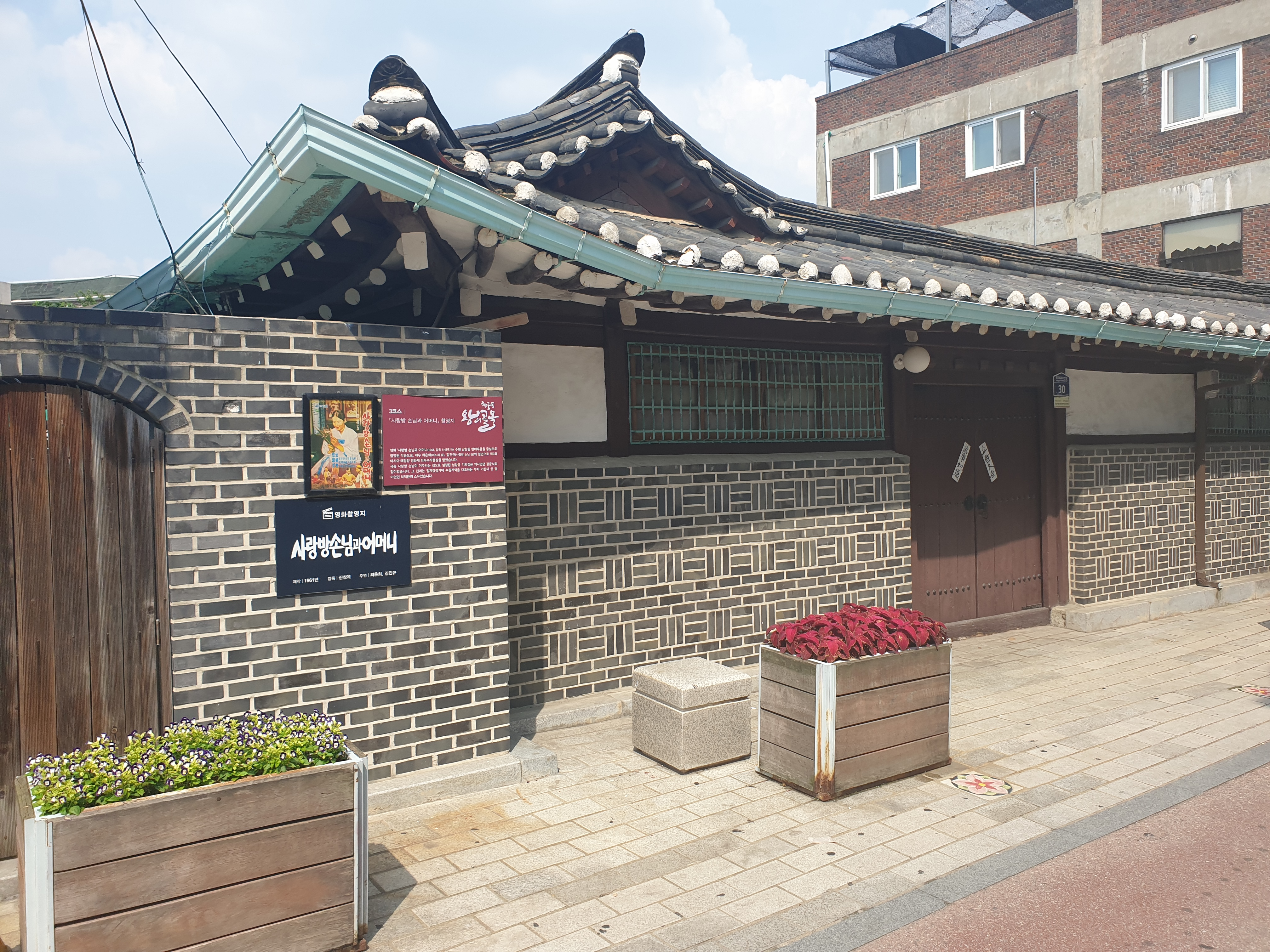
Lieux de tournage

Le Locataire et ma mère (hangeul : 사랑방 손님과 어머니 ; RR : Sarangbang sonnimgwa eomeoni ; MR : Sarangbang sonnim-kwa ŏmŏni ; litt. « L'invité de Sarangbang et ma mère ») est un film sud-coréen réalisé par Shin Sang-ok, sorti en 1961.
Il s'agit de l'adaptation d'un roman de Ju Yo-sup.

## Synopsis
L'arrivée inattendue du locataire éponyme vient bouleverser l'existence d'un foyer composée uniquement de veuves et de la fillette de l'une d'entre elles. Par ailleurs, la servante de la maison est courtisée par un marchand ambulant entreprenant.
La marche des protagonistes vers un bonheur hypothétique s'avère parsemée d'incidents divers, souvent provoqués par une communication interpersonnelle aussi mal huilée que les gonds de la porte d'entrée de la demeure familiale.

## Fiche technique
Sauf indication contraire ou complémentaire, les informations mentionnées dans cette section peuvent être confirmées par la base de données KMDb
- Titre original : 사랑방 손님과 어머니, Sarangbang sonnimgwa eomeoni
- Titre français : Le Locataire de ma mère
- Réalisation : Shin Sang-ok
- Scénario : Lim Hee-jae, d'après un roman de Ju Yo-sup
- Musique : Jeong Yoon-joo
- Direction artistique : Gang Seong-beom
- Photographie : Choe Su-yeong
- Montage : Yang Seong-ran
- Production : Shin Sang-ok
- Sociétés de production et distribution : Shin Films
- Pays de production :  Corée du Sud
- Langue originale : coréen
- Format : couleur - 2,35:1 - mono - 35 mm (Shinscope)
- Genre : comédie dramatique, romantique
- Durée : 103 minutes
- Date de sortie : 26 août 1961

## Distribution
- Choi Eun-hee : la mère
- Jeon Yeong-seon : la fille
- Kim Jin-kyu : le locataire
- Han Eun-jin : la grand-mère
- Do Kum-bong : la servante